# Ларч, Джон
Джон Ларч (англ. John Larch), также известный как Гарри Ларч (англ. Harry Larch), имя при рождении Гарольд Аронин (англ. Harold Aronin; 4 октября 1914 года — 16 октября 2005 года) — американский актёр радио, кино и телевидения 1950—1970-х годов.
За время своей карьеры Ларч снялся в таких памятных фильмах, как «История в Феникс-Сити» (1955), «Слова, написанные на ветру» (1956), «Семь человек с этого момента» (1956), «Убийца на свободе» (1956), «За высокой стеной» (1956), «Из ада в Техас» (1958), «Из ада в вечность» (1960), «Как был завоёван Запад» (1962), «Грязный Гарри» (1971) и «Сыграй мне перед смертью» (1971).
Кроме того, Ларч много работал на телевидении, в частности, играл одну из главных ролей в сериале «Арест и судебное разбирательство» (1963—1964), а также постоянные роли второго плана в сериалах «Династия» (1982—1988) и «Даллас» (1985—1990).

## Ранние годы жизни и служба в армии
Джон Ларч родился 4 октября 1914 года в Сейлеме (штат Массачусетс), его имя при рождении Гарольд Аронин.
Ещё в детстве Ларч хотел стать актёром. После окончания школы он перепробовал множество профессий , в том числе, был профессиональным бейсболистом.
Во время Второй мировой войны Ларч четыре года служил в армии, что оставило отпечаток на его эмоциональном состоянии на всю жизнь. В 1965 году в интервью газете The Berkshire Eagle, он рассказывал о том, насколько сложно ему было привыкнуть к гражданской жизни: «Что было моей проблемой в то время? Да, всё. Я искал объяснение тем четырём годам, которые потерял на службе. Я также пытался найти смысл в тех массовых убийствах, которые имели место. Я пытался вновь обрести идеалы, которые у меня когда-то были. Мир был мне отвратителен — мир, где гражданские люди вели себя так, как будто не было всемирной массовой резни».

## Карьера на радио
Ларч стал актёром в 38 лет. Впервые он обратил на себя внимание на радио в роли капитана в научно-фантастическом сериале «Старр из космоса» (1953—1954), где с «помощью лучевого оружия боролся с марсианами и иноземными королевами».

## Карьера на телевидении
В 1953 году Ларч впервые сыграл на телевидении в эпизоде политического драматического сериала «Я вёл три жизни», который рассказывал о человеке, который «по поручению ФБР внедрился в коммунистическую партию, приобретя сомнительную репутацию любимца подростка Ли Харви Освальда». Дебютный год Ларча на телевидении был заполнен работой, до конца года он сыграл эпизодические роли в трёх эпизодах детективного сериала «Облава» а также в трёх эпизодах исторического драматического сериала «Вы находитесь там» и в одном эпизоде фантастического сериала «Космический патруль».
В последующие годы Ларч имел «впечатляющее резюме работ на телевидении в самом широком спектре жанров, включая вестерны, криминальные и научно-фантастические сериалы 1950—1960-х годов». В частности, до конца 1950-х годов Ларч сыграл в таких сериалах, как «Медик» (1954), «Одинокий волк» (1954), «Общественный защитник» (1955), «Большой город» (1955), «Письмо к Лоретте» (1955), «Миллионер» (1956), «Кульминация» (1957), «Беспокойное оружие» (1957—1958, 4 эпизода), криминальный сериал «Досье Уолтера Уинчела» (1958), где в четырёх эпизодах он сыграл роль лейтенанта Майклза, «Бэт Мастерсон» (1959), «Бонанза» (1959) и «Натянутый канат» (1959). Помимо этого, В 1955—1961 годах Ларч сыграл разные роли в популярных вестерн-сериалах «Дымок из ствола» (1955—1961, 7 эпизодов), «Караван повозок» (1958—1962, 4 эпизода) и «Сыромятная плеть» (1959—1962, 3 эпизода).
В 1960-е годы Ларч играл постоянную роль ассистента окружного прокурора Джерри Миллера в 29 эпизодах еженедельной криминальной драмы «Арест и судебное разбирательство» (1963—1964). Кроме тгоо, Ларч запомнился по роли тихого, осторожного отца преступного юноши с телекинетическими способностями (Билл Мьюми) в классическом эпизоде фантастического сериала «Сумеречная зона» (1961), а также по роли морского капитана в военном сериале «Конвой» (1965). В эпизоде фантастического триллера «Захватчики» (1967) он был отличен в роли офицера полиции, который сначала скептически воспринимает словам главного героя о пришествии инопланетян, но затем решает ему помочь.
В 1960—1970-е годы Ларч также сыграл в отдельных эпизодах сериалов «Ларами» (1960—1962, 2 эпизода), «Стрелок» (1961), «Неприкасаемые» (1961—1962, 2 эпизода), «Альфред Хичкок представляет» (1962), «Бен Кейси» (1962—1963, 2 эпизода), «Обнажённый город» (1962—1963, 3 эпизода), «Беглец» (1964—1967, 2 эпизода), «Агенты А. Н. К. Л.» (1967), «Дэниел Бун» (1967), «ФБР» (1966—1972, 2 эпизода), «Айронсайд» (1967—1975,2 эпизода), «Миссия невыполнима» (1970—1972, 2 эпизода), «Кеннон» (1972—1973, 3 эпизода), «Улицы Сан-Франциско» (1974), «Женщина-полицейский» (1974) и «Медэксперт Куинси» (1979). В 1980-е годы у Ларча были постоянные роли играл в двух популярных мыльных операх — «Династия» (1982—1988, 7 эпизодов) и «Даллас» (1985—1980, 7 эпизодов), после чего завершил свою карьеру.

## Карьера в кинематографе
Ларч дебютировал в кино в 1954 году в роли наёмного убийцы в вестерне «Горький ручей» (1954) и в роли детектива полиции (без указания в титрах) в мелодраме «Это моя любовь» (1954) с Линдой Дарнелл в главной роли.
В 1955 году Ларч сыграл в семи фильмах, пять из которых были фильмами нуар. Все его роли в нуарах были небольшими, и его имя не было указано в титрах. Так, в лентах «Узкое место» (1955) и «Пятеро против казино» (1955) он сыграл детектива полиции, в фильме «Нагая улица» (1955) он был сержантом в полицейском участке, а в фильме «Беззаконие» (1955) — сотрудником прокуратуры. Свою наиболее значительную роль опасного бандита на службе у коррумпированной городской верхушки он сыграл в разоблачительном фильме нуар «История в Феникс-Сити» (1955). Наряду с другими актёрскими работами в этом фильме обозреватель «Нью-Йорк таймс» Босли Краузер отметил и «блестящую игру Ларча в роли жестокого громилы».
Год спустя Ларч сыграл роль мелкого бандита, который заводит роман с одной из главных героинь, в звёздной мелодраме Дугласа Сирка «Слова, написанные на ветру» (1956), а также главаря банды разбойников в вестерне Бадда Беттикера «Семь человек с этого момента» (1956) . В том же году Беттикер снял Ларча в своём фильме нуар «Убийца на свободе» (1956), дав ему важную роль бывшего сержанта, которого из мести убивает банковский служащий, над которым тот издевался во время службы в армии. В другом фильме нуар «За высокой стеной» (1956) Ларч сыграл заключённого, который дважды совершает попытки побега из тюрьмы, при этом в первом случае он получает ранение и оказывается в тюремном госпитале, а при второй попытке его в итоге убивают. Журнал Noir of the Week в своей рецензии на фильм отметил «хорошую игру Ларча в роли одного из уголовников».
В 1956—1958 годах Ларч сыграл в серии вестернов, среди них «Оружие для труса» (1956) с Фредом Макмюрреем, «Человек из Дель Рио» (1956) с Энтони Куином, «Человек в тени» (1957) с Джеффом Чандлером и Орсоном Уеллсом, «Куантес» (1957), снова с Макмюрреем, «Из ада в Техас» (1958) и «Сага Хемпа Брауна» (1958).
В 1960-е годы Ларч сыграл в общей сложности в семи фильмах, наиболее значимыми среди которых были военная драма «Из ада в вечность» (1960), эпический вестерн «Как был завоёван Запад» (1962), где у него была небольшая роль без указания в титрах, семейный приключенческий фильм «Чудо белых жеребцов» (1963), в котором он сыграл генерала Джорджа Паттона и приключенческая комедия «Команда разрушителей» (1968), где Ларч был шефом секретной службы, под началом которого работает суперагент Мэтт Хелм (Дин Мартин).
Благодаря дружбе с актёром и режиссёром Клинтом Иствудом Ларч сыграл в двух его картинах. Так, в классическом детективном триллере «Грязный Гарри» (1971) Ларч был шефом полицейского участка, под началом которого служит Гарри Калахан (Иствуд), а в фильме «Сыграй мне перед смертью» (1972) он был сержантом полиции, которого убивает психически больная героиня. До конца кинокарьеры Ларч сыграл в вестернах «Санти» (1973) с Гленном Фордом и «Подставленный» (1975) с Джо Доном Бейкером, а также в классическом хорроре «Ужас Амитивилля» (1978), где он сыграл священника, и фантастической комедии «Аэроплан II: Продолжение» (1982), где он был обвинителем в суде. Эта картина стала последней работой Ларча в кино .

## Актёрское амплуа и оценка творчества
Джона Ларча характеризуют как «мгновенно узнаваемого характерного актёра с картофельным носом и морщинистым лицом, которой с одинаковой силой мог играть как добропорядочных, так и опасных персонажей. Его авторитарный тип личности и поведение приводили к тому, что его обычно брали на роли офицеров полиции, военных, адвокатов или политиков, многие из которых оказывались коррупционерами или откровенными бандитами».
Как отмечает историк кино Хэл Эриксон, Ларч обладал «открытым лицом и широким носом. Придя в кино в 1954 году, он играл главным образом в вестернах и приключенческих лентах». Он также часто играл в фильмах нуар и картинах, разоблачающих преступность, где выступал «как в роли честных копов, так и нечистых на руку дельцов».
В общей сложности Ларч сыграл в Голливуде в 34 фильмах, а также 128 ролей на телевидении, в частности, в таких сериалах, как «Сумеречная зона», «Дымок из ствола», «Даллас» и «Династия» .

## Личная жизнь
Джон Ларч был женат на актрисе Виви Дженисс, их брак продлился с 1955 года до её смерти в 1988 году. Они сыграли вместе в эпизодах семи телесериалов, среди них «Вы находитесь там» (1955), «Уэллс-Фарго» (1959), «Караван повозок» (1960), «Шоссе 66» (1960), «Театр Goodyear» (1960), «Новое поколение» (1961) и «Гавайи 5-0» (1968), а также в короткометражном фильме «Страницы смерти» (1962).

## Смерть
Джон Ларч умер 16 октября 2005 года в Вудленд-Хиллз, Лос-Анджелес, Калифорния, в возрасте 91 года .

## Фильмография
| Год        |     | Русское название                              | Оригинальное название                    | Роль                                                        |
| ---------- | --- | --------------------------------------------- | ---------------------------------------- | ----------------------------------------------------------- |
| 1953       | с   | Шоу Рэда Скелтона                             | The Red Skelton Show                     | (1 эпизод)                                                  |
| 1953       | с   | Я жил тремя жизнями                           | I Led 3 Lives                            | Терри (1 эпизод)                                            |
| 1953—1954  | с   | Космический патруль                           | Space Patrol                             | разные роли (2 эпизода)                                     |
| 1953—1954  | с   | Театр звёзд «Шлитц»                           | Schlitz Playhouse of Stars               | разные роли (2 эпизода)                                     |
| 1953—1954  | с   | Облава                                        | Dragnet                                  | разные роли (4 эпизода)                                     |
| 1953 —1956 | с   | Вы находитесь там                             | You Are There                            | разные роли (8 эпизодов)                                    |
| 1954       | ф   | Горький ручей                                 | Bitter Creek                             | наёмный убийца                                              |
| 1954       | ф   | Это моя любовь                                | This Is My Love                          | полицейский детектив (в титрах не указан)                   |
| 1954       | с   | Театр четырёх звёзд                           | Four Star Playhouse                      | Харрис (1 эпизод)                                           |
| 1954       | с   | Одинокий волк                                 | The Lone Wolf                            | лейтенант Селларс (1 эпизод)                                |
| 1954       | с   | Порт                                          | Waterfront                               | разные роли (2 эпизода)                                     |
| 1954       | с   | Медик                                         | Medic                                    | доктор Карнс (1 эпизод)                                     |
| 1955       | ф   | История в Феникс-Сити                         | The Phenix City Story                    | Клем Уилсон                                                 |
| 1955       | ф   | Узкое место                                   | Tight Spot                               | первый детектив (в титрах не указан)                        |
| 1955       | ф   | Семь разгневанных мужчин                      | Seven Angry Men                          | сержант с флагом о перемирии (в титрах не указан)           |
| 1955       | ф   | Пятеро против казино                          | 5 Against the House                      | полицейский детектив (в титрах не указан)                   |
| 1955       | ф   | Нагая улица                                   | The Naked Street                         | сержант в полицейском участке (в титрах не указан)          |
| 1955       | ф   | История Макконнелла                           | The McConnell Story                      | Сай (в титрах не указан)                                    |
| 1955       | ф   | Беззаконие                                    | Illegal                                  | помощник окружного прокурора (в титрах не указан)           |
| 1955       | с   | Большой город                                 | Big Town                                 | сержант полиции (1 эпизод)                                  |
| 1955       | с   | Общественный защитник                         | Public Defender                          | Трасти (1 эпизод)                                           |
| 1955       | с   | Письмо к Лоретте                              | Letter to Loretta                        | С / сержант Эрни Роббинс (1 эпизод)                         |
| 1955       | с   | «Ридерс дайджест» на ТВ                       | TV Reader's Digest                       | (1 эпизод)                                                  |
| 1955 —1961 | с   | Дымок из ствола                               | Gunsmoke                                 | разные роли (7 эпизодов)                                    |
| 1956       | ф   | Убийца на свободе                             | The Killer Is Loose                      | Отто Фландерс                                               |
| 1956       | ф   | За высокой стеной                             | Behind the High Wall                     | Уильям Кайли                                                |
| 1956       | ф   | Семь человек с этого момента                  | 7 Men from Now                           | Пейт Бодин                                                  |
| 1956       | ф   | Слова, написанные на ветру                    | Written on the Wind                      | Рой Картер                                                  |
| 1956       | ф   | Человек из Дель-Рио                           | Man from Del Rio                         | Билл Доусон                                                 |
| 1956       | с   | Студия 57                                     | Studio 57                                | (1 эпизод)                                                  |
| 1956       | с   | Миллионер                                     | The Millionaire                          | Томас (Том) Джей Мид (1 эпизод)                             |
| 1956       | с   | Театр знаменитостей                           | Celebrity Playhouse                      | Покер (1 эпизод)                                            |
| 1956       | с   | Первый ряд в центре                           | Front Row Center                         | Фрэнк Кобра (1 эпизод)                                      |
| 1956—1961  | с   | Театр Зейна Грея                              | Zane Grey Theater                        | разные роли (3 эпизода)                                     |
| 1957       | ф   | Оружие для труса                              | Gun for a Coward                         | Стрингер                                                    |
| 1957       | ф   | Беззаботные года                              | The Careless Years                       | Сэм Вернон                                                  |
| 1957       | ф   | Куантес                                       | Quantez                                  | Хеллер                                                      |
| 1957       | ф   | Человек в тени                                | Man in the Shadow                        | Эд Йейтс                                                    |
| 1957       | с   | Подводное течение                             | Undercurrent                             | Покер (1 эпизод)                                            |
| 1957       | с   | Сломанная стрела                              | Broken Arrow                             | Таггерт (1 эпизод)                                          |
| 1957       | с   | Сеть                                          | The Web                                  | разные роли (2 эпизода)                                     |
| 1957       | с   | Кульминация                                   | Climax!                                  | таксист (1 эпизод)                                          |
| 1957—1958  | с   | Джейн Уаймен представляет Театр у камина      | Jane Wyman Presents The Fireside Theatre | разные роли (2 эпизода)                                     |
| 1957—1958  | с   | Беспокойное оружие                            | The Restless Gun                         | разные роли (4 эпизода)                                     |
| 1958       | ф   | Из ада в Техас                                | From Hell to Texas                       | Хэл Кармоди                                                 |
| 1958       | ф   | Сага о Хемпе Брауне                           | The Saga of Hemp Brown                   | Джед Гивенс                                                 |
| 1958       | с   | Телефонное время                              | Telephone Time                           | Оливер Ловинг (1 эпизод)                                    |
| 1958       | с   | Досье Уолтера Уинчела                         | The Walter Winchell File                 | лейтенант Майклз (4 эпизода)                                |
| 1958       | с   | Барабан Джефферсона                           | Jefferson Drum                           | Джон Ларкин (1 эпизод)                                      |
| 1958       | с   | Разыскивается живым или мёртвым               | Wanted: Dead or Alive                    | Хауи Кейл (1 эпизод)                                        |
| 1958       | с   | Техасец                                       | The Texan                                | Лес Торбит (1 эпизод)                                       |
| 1958—1962  | с   | Есть оружие – будут путешествия               | Have Gun - Will Travel                   | разные роли (2 эпизода)                                     |
| 1958—1962  | с   | Караван повозок                               | Wagon Train                              | разные роли (4 эпизода)                                     |
| 1959       | с   | Большое жюри                                  | Grand Jury                               | Тэмби (1 эпизод)                                            |
| 1959       | с   | Натянутый канат                               | Tightrope                                | Эл МЕтаксас (1 эпизод)                                      |
| 1959       | с   | Отель де Пари                                 | Hotel de Paree                           | Хэллок (1 эпизод)                                           |
| 1959       | с   | Уичита                                        | Wichita Town                             | Гант (1 эпизод)                                             |
| 1959       | с   | Решалы                                        | Troubleshooters                          | (1 эпизод)                                                  |
| 1959       | с   | Театр «Алкоа»                                 | Alcoa Theatre                            | полковник Брандт (1 эпизод)                                 |
| 1959       | с   | Лихие наездники                               | The Rough Riders                         | Эд Маккин (1 эпизод)                                        |
| 1959       | с   | Бэт Мастерсон                                 | Bat Masterson                            | Гарриксон (1 эпизод)                                        |
| 1959       | с   | Театр Дезилу от «Вестингауз»                  | Westinghouse Desilu Playhouse            | Кью (1 эпизод)                                              |
| 1959       | с   | Диснейленд                                    | Disneyland                               | Фрэнк Бойд (2 эпизода)                                      |
| 1959       | с   | Чёрное седло                                  | Black Saddle                             | Тай Нортрап (1 эпизод)                                      |
| 1959       | с   | Бонанза                                       | Bonanza                                  | Блейк Макколл (1 эпизод)                                    |
| 1959       | с   | Речная лодка                                  | Riverboat                                | Тоухи (1 эпизод)                                            |
| 1959       | с   | Янси Дерринджер                               | Yancy Derringer                          | Уэйланд Парр (1 эпизод)                                     |
| 1959—1961  | с   | Истории Уэллс-Фарго                           | Tales of Wells Fargo                     | разные роли (2 эпизода)                                     |
| 1959—1961  | с   | Сумеречная зона                               | The Twilight Zone                        | разные роли(3 эпизода)                                      |
| 1960       | ф   | Из ада в вечность                             | Hell to Eternity                         | капитан Швабе                                               |
| 1960       | с   | Джонни Ринго                                  | Johnny Ringo                             | Миллс Уокер (1 эпизод)                                      |
| 1960       | с   | Закон равнин                                  | Law of the Plainsman                     | Джаспер Маллин (1 эпизод)                                   |
| 1960       | с   | Помощник шерифа                               | The Deputy                               | Джек Риверс (1 эпизод)                                      |
| 1960       | с   | Театр Goodyear                                | Goodyear Theatre                         | Исайя Макаби (1 эпизод)                                     |
| 1960       | с   | Приключения в раю                             | Adventures in Paradise                   | Николас (1 эпизод)                                          |
| 1960—1962  | с   | Ларами                                        | Laramie                                  | разные роли (2 эпизода)                                     |
| 1960—1962  | с   | Шоссе 66                                      | Route 66                                 | разные роли (3 эпизода)                                     |
| 1961       | с   | Вне закона                                    | Outlaws                                  | Тиллитсон (1 эпизод)                                        |
| 1961       | с   | Автобусная остановка                          | Bus Stop                                 | Артур Симмс (1 эпизод)                                      |
| 1961       | с   | Стрелок                                       | The Rifleman                             | Джек Кук (1 эпизод)                                         |
| 1961       | с   | Новое поколение                               | The New Breed                            | Джон Кларк (1 эпизод)                                       |
| 1961—1962  | с   | Неприкасаемые                                 | The Untouchables                         | разные роли (2 эпизода)                                     |
| 1962       | кор | Страницы смерти                               | Pages of Death                           | советник Хэллидэй                                           |
| 1962       | ф   | Как был завоёван Запад                        | How the West Was Won                     | Граймс (в титрах не указан)                                 |
| 1962       | с   | Сотня Кейна                                   | Cain's Hundred                           | Бенджамин Райкер (1 эпизод)                                 |
| 1962       | с   | Шоу Дика Пауэлла                              | The Dick Powell Show                     | Сэм Бейкер (1 эпизод)                                       |
| 1962       | с   | Альфред Хичкок представляет                   | Alfred Hitchcock Presents                | сержант Шоу (1 эпизод)                                      |
| 1962       | с   | Закон и мистер Джонс                          | The Law and Mr. Jones                    | Ричард Уокер (1 эпизод)                                     |
| 1962—1963  | с   | Сыромятная плеть                              | Rawhide                                  | разные роли (2 эпизода)                                     |
| 1962 —1963 | с   | Бен Кейси                                     | Ben Casey                                | разные роли (2 эпизода)                                     |
| 1962—1963  | с   | Обнажённый город                              | Naked City                               | разные роли (3 эпизода)                                     |
| 1962 —1970 | с   | Виргинец                                      | The Virginian                            | разные роли (4 эпизода)                                     |
| 1963       | ф   | Чудесное спасение белых скакунов              | Miracle of the White Stallions           | генерал Джордж С. Паттон-младший                            |
| 1963       | с   | Стоуни Бёрк                                   | Stoney Burke                             | Байрон Латимер (1 эпизод)                                   |
| 1963       | с   | Доктор Килдэр                                 | Dr. Kildare                              | доктор Джона (1 эпизод)                                     |
| 1963— 1964 | с   | Арест и судебное разбирательство              | Arrest and Trial                         | заместитель окружного прокурора Джерри Миллер (29 эпизодов) |
| 1964 —1967 | с   | Беглец                                        | The Fugitive                             | разные роли (2 эпизода)                                     |
| 1965       | с   | Люди Слэттери                                 | Slattery's People                        | профессор Джонатан Стикс (1 эпизод)                         |
| 1965       | с   | Конвой                                        | Convoy                                   | капитан Бен Фостер (1 эпизод)                               |
| 1966—1968  | с   | Отряд по борьбе с преступностью               | The Felony Squad                         | разные роли (2 эпизода)                                     |
| 1966—1972  | с   | ФБР                                           | The F.B.I.                               | разные роли (2 эпизода)                                     |
| 1967       | с   | Агенты А.Н.К.Л.                               | The Man from U.N.C.L.E.                  | доктор Киллман (1 эпизод)                                   |
| 1967       | с   | Дэниэл Бун                                    | Daniel Boone                             | Сэм Хоукен (1 эпизод)                                       |
| 1967       | с   | Захватчики                                    | The Invaders                             | Грег Лукатер (1 эпизод)                                     |
| 1967       | с   | Защитник Джадд                                | Judd for the Defense                     | окружной прокурор Джозеф Флекснер (1 эпизод)                |
| 1967 —1975 | с   | Айронсайд                                     | Ironside                                 | разные роли (2 эпизода)                                     |
| 1968       | ф   | Команда разрушителей                          | The Wrecking Crew                        | Макдональд                                                  |
| 1968—1979  | с   | Отдел 5-O                                     | Hawaii Five-O                            | разные роли (2 эпизода)                                     |
| 1969       | ф   | Большое ограбление банка                      | The Great Bank Robbery                   | шериф Френдли                                               |
| 1969       | ф   | Привет герою                                  | Hail, Hero!                              | мистер Конклин                                              |
| 1970       | ф   | Переезд                                       | Move                                     | конный патрульный                                           |
| 1970       | ф   | Пушка для Кордобы                             | Cannon for Cordoba                       | Уорнер                                                      |
| 1970       | тф  | Город                                         | The City                                 | Холленд Йермо                                               |
| 1970       | с   | Молодые юристы                                | The Young Lawyers                        | судья Мэтью Харрис (1 эпизод)                               |
| 1970—1972  | с   | Миссия невыполнима                            | Mission: Impossible                      | разные роли (2 эпизода)                                     |
| 1971       | ф   | Сыграй мне перед смертью                      | Play Misty for Me                        | сержант Маккаллум                                           |
| 1971       | ф   | Грязный Гарри                                 | Dirty Harry                              | шеф                                                         |
| 1971       | с   | Няня и профессор                              | Nanny and the Professor                  | Скип Уитни (1 эпизод)                                       |
| 1971       | с   | Прозвища Смит и Джонс                         | Alias Smith and Jones                    | Майк Гриффит (1 эпизод)                                     |
| 1971       | с   | Семья Смит                                    | The Smith Family                         | Дэн Коннолли (1 эпизод)                                     |
| 1971       | с   | Партнёры                                      | The Partners                             | шериф Фендер (1 эпизод)                                     |
| 1971—1973  | с   | Оуэн Маршалл, адвокат                         | Owen Marshall, Counselor at Law          | разные роли (2 эпизода)                                     |
| 1971—1974  | с   | Медицинский центр                             | Medical Center                           | разные роли (2 эпизода)                                     |
| 1972       | тф  | Женщины в цепях                               | Women in Chains                          | Барни                                                       |
| 1972       | тф  | Волшебный ковёр                               | Magic Carpet                             | мистер Трейси                                               |
| 1972       | с   | О’Хара, Казначейство США                      | O'Hara, U.S. Treasury                    | Майк Олбин (1 эпизод)                                       |
| 1972       | с   | Интуиция                                      | Insight                                  | разные роли (2 эпизода)                                     |
| 1972—1973  | с   | Кеннон                                        | Cannon                                   | разные роли (3 эпизода)                                     |
| 1973       | ф   | Санти                                         | Santee                                   | Баннер                                                      |
| 1973       | с   | Полицейская история                           | Police Story                             | Мори (1 эпизод)                                             |
| 1973       | с   | Миллионы Мадигана                             | Madigan                                  | Макс Бенджамин (1 эпизод)                                   |
| 1974       | тф  | Зима убивает                                  | Winter Kill                              | доктор Билл Хэммонд                                         |
| 1974       | тф  | Семья Чедвиков                                | The Chadwick Family                      | Фарго                                                       |
| 1974       | тф  | Плохой Рональд                                | Bad Ronald                               | сержант Линч                                                |
| 1974       | тф  | Отчаянные мили                                | The Desperate Miles                      | доктор Брайсон                                              |
| 1974       | с   | Улицы Сан-Франциско                           | The Streets of San Francisco             | Джек О’Мур (1 эпизод)                                       |
| 1974       | с   | Хокинс                                        | Hawkins                                  | Херб Талли (1 эпизод)                                       |
| 1974       | с   | Женщина-полицейский                           | Police Woman                             | Ластер Хаммел (1 эпизод)                                    |
| 1975       | ф   | Подставленный                                 | Framed                                   | Банди                                                       |
| 1975       | с   | Эллери Куин                                   | Ellery Queen                             | окружной прокурор (1 эпизод)                                |
| 1975       | с   | Бронк                                         | Bronk                                    | Ярроу (1 эпизод)                                            |
| 1976       | тф  | Курс на столкновение: Труман против Макартура | Collision Course: Truman vs. MacArthur   | генерал Омар Брэдли                                         |
| 1976       | с   | Подмена                                       | Switch                                   | Стокер (1 эпизод)                                           |
| 1976       | с   | Берт Д’Анджело/Суперзвезда                    | Bert D'Angelo/Superstar                  | Руди Пейчка (1 эпизод)                                      |
| 1976       | с   | Полицейский из будущего                       | Future Cop                               | комиссар Форма (1 эпизод)                                   |
| 1977       | с   | Человек на шесть миллионов долларов           | The Six Million Dollar Man               | Поьуо Вейл (1 эпизод)                                       |
| 1977       | с   | Ангелы Чарли                                  | Charlie's Angels                         | Джон Кемден (1 эпизод)                                      |
| 1977       | с   | Фэзер и банда отца                            | The Feather and Father Gang              | генерал Скотт (1 эпизод)                                    |
| 1977       | с   | Кингстон                                      | Kingston: Confidential                   | генерал Катлер (1 эпизод)                                   |
| 1977       | с   | Большие Гавайи                                | Big Hawaii                               | разные роли (2 эпизода)                                     |
| 1978       | тф  | Критический список                            | The Critical List                        | Спрони                                                      |
| 1978       | тф  | Огонь в небе                                  | A Fire in the Sky                        | Джонсон                                                     |
| 1978       | с   | Лукан                                         | Lucan                                    | доктор Мейсон Уокер (1 эпизод)                              |
| 1979       | ф   | Ужас Амитивилля                               | The Amityville Horror                    | отец Нансио                                                 |
| 1979       | с   | Лу Грант                                      | Lou Grant                                | Билл Бергин (2 эпизода)                                     |
| 1979       | с   | Медэксперт Куинси                             | Quincy M.E.                              | Джон Риггинс (1 эпизод)                                     |
| 1979—1980  | с   | Вегас                                         | Vega$                                    | разные роли (2 эпизода)                                     |
| 1980       | с   | Маленький домик в прериях                     | Little House on the Prairie              | Артур Махоуни (1 эпизод)                                    |
| 1981       | тф  | Судный день                                   | Judgment Day                             | Бёртон Рэндальф                                             |
| 1981       | с   | Дюки из Хаззарда                              | The Dukes of Hazzard                     | Адам Венейбл (1 эпизод)                                     |
| 1982       | ф   | Аэроплан II: Продолжение (1982)               | Airplane II: The Sequel                  | прокурор в суде                                             |
| 1982       | с   | Рядовой Бенджамин                             | Private Benjamin                         | генерал Рэнглмен (1 эпизод)                                 |
| 1982—1988  | с   | Династия                                      | Dynasty                                  | Джеральд Уилсон (7 эртзодов)                                |
| 1985—1990  | с   | Даллас                                        | Dallas                                   | Арлен Уорд / Аттикус Уорд (7 эпизодов)                      |
| 1988       | с   | Саймон и Саймон                               | Simon & Simon                            | заместитель шерифа Джон Бёрнс (1 эпизод)                    |
| 1989       | с   | Война и воспоминание                          | War and Remembrance                      | диктор (1 эпизод)                                           |